# 阿洛利湖
56°28′33″N 29°05′31″E / 56.47583°N 29.09194°E

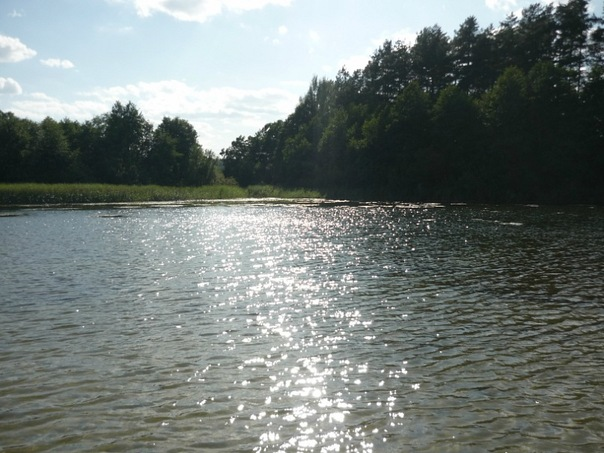

阿洛利湖（俄语：Алоль），是俄羅斯的湖泊，位於該國西北部，由普斯科夫州負責管轄，處於普斯托什卡區，面積2.7平方公里，海拔高度142米，集水區面積71.9平方公里，平均水深8.4米，最大水深16米。